# Список гонок чемпионата мира Формулы-1, завершённых по временному лимиту
Согласно спортивному регламенту Формулы-1, длина дистанции гонки составляет или минимально превосходит 305 км (260 км на Гран-при Монако). Но гонка завершается досрочно по временно́му лимиту в одном из двух случаев:
1. Чистое время гонки превысило 2 часа.
2. Общее время гонки с момента старта превысило 4 часа (с 2021 года — 3 часа[1]), включая периоды остановки из-за красных флагов.

Благодаря большой средней скорости болидов Формулы-1, гонщики в большинстве случаев успевают проходить дистанцию за отведённое время. Тем не менее, на медленных трассах и/или при плохих погодных условиях возможна досрочная остановка гонки.
По истечении временно́го лимита гонки круг, на котором находится лидер, объявляется предпоследним.

## Список гонок, завершившихся из-за лимита времени
| Гран-при                      | Продолжительность гонки | Запланировано кругов | Пройдено кругов |
| ----------------------------- | ----------------------- | -------------------- | --------------- |
| Гран-при Испании 1974 года    | 2:00:29,56              | 90                   | 84              |
| Гран-при Монако 1975 года     | 2:01:21,31              | 78                   | 75              |
| Гран-при Бразилии 1981 года   | 2:00:23,66              | 63                   | 62              |
| Гран-при Португалии 1985 года | 2:00:28,006             | 69                   | 67              |
| Гран-при Венгрии 1986 года    | 2:00:34,508             | 77                   | 76              |
| Гран-при США 1989 года        | 2:01:33,133             | 81                   | 75              |
| Гран-при Австралии 1989 года  | 2:00:17,421             | 81                   | 70              |
| Гран-при США 1991 года        | 2:00:47,828             | 82                   | 81              |
| Гран-при Монако 1996 года     | 2:00:45,629             | 78                   | 75              |
| Гран-при Монако 1997 года     | 2:00:05,654             | 78                   | 62              |
| Гран-при Монако 2008 года     | 2:00:42,742             | 78                   | 76              |
| Гран-при Сингапура 2012 года  | 2:00:26,144             | 61                   | 59              |
| Гран-при Сингапура 2017 года  | 2:03:23,544             | 61                   | 58              |
| Гран-при Монако 2022 года     | 1:56:30,265             | 77                   | 64              |
| Гран-при Сингапура 2022 года  | 2:02:20,238             | 61                   | 59              |
| Гран-при Японии 2022 года     | 3:01:44,004             | 53                   | 28              |

Общее время ряда гонок также превышало 2 часа по другой причине — эти гонки останавливались из-за красных флагов (например, Гран-при Кореи 2010 года продолжался 2:48:20,810, а Гран-при Канады 2011 года — 4:04:39,537). Начиная с сезона 2012 года максимальное время гонки ограничено 4 часами (а с 2021 года — 3 часами); в первый раз это правило сработало на Гран-при Японии 2022 года.